# Johann Casimir von Isenburg-Birstein
Graf Johann Casimir von Isenburg-Birstein (* 9. Dezember 1715 in Birstein; † 13. April 1759 bei Frankfurt-Bergen-Enkheim) war ein hessen-kasselscher Generalleutnant.

## Familie und Bildung
Johann Casimir war das sechste Kind des am 23. Mai 1744 durch Kaiser Karl VII. zum Reichsfürsten erhobenen Grafen Wolfgang Ernst I. zu Isenburg und Büdingen (* 1686; † 1754) aus dessen erster Ehe mit der Gräfin Friederike Elisabeth von Leiningen-Dagsburg. Sein älterer Bruder Christian Ludwig war ebenfalls General und zeitweise sein Vorgesetzter. Casimir blieb unverheiratet.
Johann Casimir erhielt seine höhere Bildung ab 1733 unter Anleitung des Hofmeisters und späteren Diplomaten Friedrich Karl von Buri, der ihn an die Universität Gießen und in den Jahren 1735 und 1736 auf einer Studienreise nach Frankreich begleitete.

## Militärischer Werdegang
Er begann seine militärische Laufbahn in russischen Diensten. Im Russisch-Schwedischen Krieg (1741–1743) geriet er in schwedische Gefangenschaft. Nach seiner Freilassung trat er in die Dienste des Landgrafen Wilhelm VIII. von Hessen-Kassel. Er gehörte zu den 6000 Mann, die der schwedische König Friedrich, der ältere Bruder des Landgrafen Wilhelm, 1746 nach England schickte, um König Georg II. gegen die aufständischen schottischen Jakobiten des Prinzen Charles Edward Stuart zu unterstützen. Die hessische Armee nahm aber nicht an Gefechten teil, da der Aufstand mit der schottischen Niederlage in der Schlacht bei Culloden im April 1746 rasch beendet worden war. Anschließend setzte das hessische Kontingent in die Niederlande über, wo es an den letzten Gefechten des Österreichischen Erbfolgekriegs teilnahm. 1751 wurde Johann Casimir zum Generalmajor befördert.
Im Jahre 1756 gehörte er zu dem hessischen Hilfskorps, das sein älterer Bruder Christian Ludwig zur Abwehr einer befürchteten französischen Landung wieder nach England führte. Im März 1757 kamen die hessischen Truppen via Stade wieder nach Deutschland zurück. Sie wurden sofort dem Herzog von Cumberland, Sohn Georgs II., des englischen Königs und Kurfürsten von Hannover, unterstellt, der an der mittleren Weser ein Heer aus Kontingenten deutscher protestantischer Fürstentümer versammelte, die sogenannte Observationsarmee, um im nun tobenden Siebenjährigen Krieg ein Eindringen französischer Truppen nach Hannover zu verhindern. An der gegen die Franzosen unter Marschall d’Estrées verlorenen Schlacht bei Hastenbeck nahm Johann Casimir nicht teil, da er mit einer Abteilung nach Minden entsandt worden war.
Nach der Niederlage bei Hastenbeck machte er zunächst den Rückzug auf bremisches Gebiet mit und dann im Frühjahr 1758 unter Cumberlands Nachfolger, dem Herzog Ferdinand von Braunschweig-Wolfenbüttel, den erfolgreichen Feldzug durch Westfalen. Dabei wurde er zum Generalleutnant befördert, nachdem er bereits im Vorjahr zum Inhaber des Regiments Donop zu Fuß ernannt worden war. Am 9. Mai 1758 wurde er aus dem Ruhequartier bei Münster, mit 2 Bataillonen und 2 Schwadronen seines Regiments nach Oberhessen beordert, um das Land gegen Einfälle der in der Gegend von Frankfurt liegenden französischen Mainarmee zu schützen. Dazu brauchte er zusätzliche Truppen, die durch Neuaufstellungen und die Heranziehung von Garnisonbataillonen und Invalidenkompanien gestellt werden sollten. Am 1. Juni hatte er jedoch bestenfalls 4000 Mann bei Marburg zusammengezogen und musste sich vor dem von Süden mit rund 8500 Mann heranrückenden Marschall Broglie zurückziehen. Auf Befehl des Herzogs Ferdinand von Braunschweig stellte er sich Broglie am 23. Juli im Gefecht bei Sandershausen, unmittelbar östlich von Kassel, und wurde geschlagen. Er erlitt schwere Verluste und musste sich nach Einbeck zurückziehen.
Am 22. September begann er einen von Herzog Ferdinand befohlenen Marsch nach Kassel. Bei Holzminden setzte er auf das westliche Ufer der Weser über und vereinigte sich dann mit dem hannoverischen General Christoph Ludwig von Oberg, der als Rangälterer den Oberbefehl übernahm. Bei Lutterberg, nordöstlich von Kassel, trafen sie am 10. Oktober auf die Franzosen und wurden von diesen, unter Marschall Soubise, erneut geschlagen. Da Soubise bald darauf mit seinem Heer im Raum Hanau ins Winterquartier ging, konnte sich Johann Casimir mit den Resten seiner Truppe in Hessen ins Winterquartier begeben.

Schlacht bei Bergen (Kupferstich)

Am 10. April 1759 zog Ferdinand von Braunschweig von Fulda aus erneut in Richtung Frankfurt, wo Marschall Broglie seine rund 31.000 Mann  konzentriert hatte. Ferdinand beabsichtigte, zunächst Broglie auszuschalten und sich dann der französischen Hauptmacht, 66.000 Mann unter Marschall de Contades, am Niederrhein entgegenzustellen. Am 13. April 1759 traf er bei Bergen auf Broglies Truppen und es kam nahezu sofort zur Schlacht. Bei einem der insgesamt drei vergeblichen Angriffe auf die französischen Stellungen wurde Johann Casimir von einer Gewehrkugel in die Brust getroffen und getötet. Nach dem dritten erfolglosen Angriff brach Herzog Ferdinand die Schlacht ab.